# ウルトラマンネクサス (ゲーム)
ウルトラマンネクサスは、2005年5月26日にバンダイから発売された、特撮テレビシリーズ『ウルトラマンネクサス』を題材としたPlayStation 2用の3D格闘ゲーム、およびゲームの中に登場する巨大変身ヒーローの名称。
ULTRA N PROJECTより、「ウルトラマン ザ・ネクスト」「ウルトラマンノア」も参戦し、『ウルトラマンネクサス』のみならず、ULTRA N PROJECTを総括する作品となっている。

## 概要
ウルトラマンネクサスを操作しスペースビーストと戦うネクサスモードがメインとなる。作中での、板野サーカス協力のもと実現していたスピード感あふれるCG高速戦を再現した、爽快感溢れる操作性が特徴。特にネクストなどはコンボを繋げられさえすれば、地に一度も足をつけることなく相手を倒すことさえ可能。
ゲームを進めていくと他の各モードが解禁、または各モードで使用できるキャラクターが追加される。
オープニング映像を代表に、CGで本編の名シーンを再現、要所要所の名台詞がボイス付きで収録されているなど、ゲーム内の演出に非常に拘りが見られる。

## 登場キャラクター
太字は隠しキャラクター。括弧内は解禁条件。

### ウルトラマン
- アンファンス（バトルモードを10種類のキャラクターでクリア）
- ジュネッス
- ジュネッスブルー（ジュネッスでネクサスモードをクリア）
- ウルトラマン・ザ・ネクスト（ジュネッス）（ジュネッスブルーでバトルモードクリア）
- ウルトラマンノア（バトルモードを5種類のキャラクターでクリア）

### スペースビースト
- ペドレオン
- ガルベロス
- ゴルゴレム
- ノスフェル
- グランテラ（ネクサスモードをクリア）
- ビースト・ザ・ワン（ザ・ネクストでバトルモードクリア）
- ダークファウスト
- ダークメフィスト
- *ダークメフィストツヴァイ（ダークメフィストでバトルモードクリア）
- *ダークザギ（ウルトラマンノアでバトルモードをクリア）
- ビーセクタ（デュナミスト戦のみ）

#### 必殺技
ダメージを与えるにつれてエネルギーゲージが増え、より強力な技を放つことができる。
使用可能な必殺技は以下の通り。最も威力の低い技は、ゲージ量に関係なくいつでも使用できる。
（威力の弱い順）
アンファンス
- アームドネクサス
- パーティクルフェザー
- クロスレイ・シュトローム

ジュネッス
- パーティクルフェザー
- オーバーレイ・シュトローム（設定上はこちらがジュネッスの最強技）
- コアインパルス

ジュネッスブルー
- パーティクルフェザー
- クロスレイ・シュトローム
- アローレイ・シュトローム

ザ・ネクスト
- エルボーカッター
- ラムダスラッシャー
- エボルレイ・シュトローム

ウルトラマンノア
- ノアシュート
- グラビティ・ノア
- ライトニング・ノア

ダークファウスト
- ダークフラッシャー
- ダーククラスター
- ダークレイ・ジャビローム

ダークメフィスト
- ダークグレネード
- メフィストショット
- ダークレイ・シュトローム

ダークメフィストツヴァイ
- ダークグレネード
- バーストクラスター
- ダークレイ・シュトローム

ダークザギ
- ザギシュート
- グラビティ・ザギ
- ライトニング・ザギ

## ネクサスモード
最初からプレイ可能。プレイヤーはデュナミスト（姫矢准または千樹憐）を選択、ウルトラマンネクサスとしてスペースビーストと戦う。
最初はアンファンス形態で戦闘を行い、一定値までダメージを与えるとジュネッス（ジュネッスブルー）へとチェンジし、メタフィールドを展開。引き続き戦闘を行う。
勝利後のスコア次第では、闇の巨人（ダークファウスト・ダークメフィスト）が乱入する場合もある。
また、敗北した場合にはデュナミストに戻り、地上からエボルトラスターで怪獣の弱点を攻撃し、再びウルトラマンに変身する。デュナミストで姫矢を選択し、地上戦で体力値を使い切った場合、あの名台詞とともに憐にプレイヤーキャラクターが受け継がれる。

## ナイトレイダーモード
ナイトレイダー隊員・孤門一輝を操作し、3種類のトレーニングプログラムに挑戦する。
より高いスコアを記録することで、正規隊員へと昇進することができる。
A、Bは平木隊員による『ネクサス』本編での孤門に対する叱咤の声が収録され、Cは吉良沢の監督が入り、本編さながらの厳しい指導を受けられる。
- A

制限時間内に、フィールド内のターゲットを破壊し、好タイムを目指す。
- B

限られた弾数でターゲットを正確に破壊する。
- C

ストライクフォーメーションのシミュレーション。
- シークレット

上記3ミッションで獲得した経験値が最大になると解禁。ペドレオン（クライン）とビーセクタをターゲットに白兵戦を行う。
稀に出現するエナジーコア型のアイテムを拾うと、周囲のビーストを一掃できる。その際に出るデータを一定量収集することでミッション終了となる。取得データはシークレットファイルモードで閲覧できる。

## VSモード
任意のキャラクターを使用し、対人・コンピューターと対戦するモード。

## バトルモード
選択したキャラクターと、コンピューターの操作するキャラクターと対戦するモード。全5ラウンド。

## タッグバトルモード
二人のプレイヤーでタッグを組み、コンピューターと対戦するモード。100体撃破でクリア。

## シークレットファイルモード
ナイトレイダーモードで正規隊員の資格を得ると解禁されるモード。
ミッションで取得したデータカードを閲覧できる。全45種類。案内役は野々宮瑞生。

## 声の出演
- 孤門一輝：川久保拓司
- 姫矢准：桐島優介
- 千樹憐：内山眞人
- 西条凪：佐藤康恵
- 和倉英輔：石橋保
- 石堀光彦 / ダークザギ：加藤厚成
- 平木詩織：五藤圭子
- 吉良沢優：田中伸彦
- 野々宮瑞生：宮下ともみ
- ダークファウスト：中丸シオン
- ダークメフィスト：俊藤光利

## 主題歌
「英雄」歌：doa